# Wereldkampioenschappen beachvolleybal 2015 (mannen)
Het mannentoernooi tijdens de wereldkampioenschappen beachvolleybal 2015 werd van 26 juni tot en met 5 juli 2015 gehouden in vier steden in Nederland, namelijk Den Haag (met het hoofdstadion), Amsterdam, Apeldoorn en Rotterdam.
Het Braziliaanse duo Alison Cerutti en Bruno Oscar Schmidt won het toernooi door het Nederlandse koppel Reinder Nummerdor en Christiaan Varenhorst in de finale te verslaan. Het brons ging naar het eveneens uit Brazilië afkomstige duo Pedro Solberg en Evandro Gonçalves Oliveira Júnior.

## Groepsfase
|  | Direct naar laatste 32                                 |
|  | Naar laatste 32 als een van de acht beste nummers drie |

### Groep A
| # | Ploeg                    | Punten | Wedstrijden | Wedstrijden | Spelpunten | Spelpunten | Spelpunten | Sets | Sets | Sets  |
| # | Ploeg                    | Punten | W           | V           | W          | V          | Ratio      | W    | V    | Ratio |
| - | ------------------------ | ------ | ----------- | ----------- | ---------- | ---------- | ---------- | ---- | ---- | ----- |
| 1 | Nummerdor / Varenhorst   | 6      | 3           | 0           | 147        | 129        | 1,140      | 6    | 2    | 3,000 |
| 2 | Sergio / Nivaldo         | 5      | 2           | 1           | 151        | 133        | 1,135      | 5    | 3    | 1,135 |
| 3 | Kądzioła / Szałankiewicz | 4      | 1           | 2           | 140        | 123        | 1,138      | 4    | 4    | 1,000 |
| 4 | Tato / Pepe              | 3      | 0           | 3           | 74         | 127        | 0,583      | 0    | 6    | 0,000 |

| Datum   |                          | Score |                          | Set 1   | Set 2   | Set 3   |
| ------- | ------------------------ | ----- | ------------------------ | ------- | ------- | ------- |
| 26 juni | Nummerdor / Varenhorst   | 2 – 0 | Tato / Pepe              | 21 – 13 | 21 – 13 |         |
| 27 juni | Kądzioła / Szałankiewicz | 1 – 2 | Sergio / Nivaldo         | 22 – 20 | 13 – 21 | 12 – 15 |
| 28 juni | Nummerdor / Varenhorst   | 2 – 1 | Kądzioła / Szałankiewicz | 21 – 18 | 14 – 21 | 15 – 12 |
| 29 juni | Tato / Pepe              | 0 – 2 | Sergio / Nivaldo         | 11 – 21 | 20 – 22 |         |
| 30 juni | Kądzioła / Szałankiewicz | 2 – 0 | Tato / Pepe              | 21 – 6  | 21 – 11 |         |
| 30 juni | Nummerdor / Varenhorst   | 2 – 1 | Sergio / Nivaldo         | 21 – 17 | 18 – 21 | 16 – 14 |

### Groep B
| # | Ploeg                  | Punten | Wedstrijden | Wedstrijden | Spelpunten | Spelpunten | Spelpunten | Sets | Sets | Sets  |
| # | Ploeg                  | Punten | W           | V           | W          | V          | Ratio      | W    | V    | Ratio |
| - | ---------------------- | ------ | ----------- | ----------- | ---------- | ---------- | ---------- | ---- | ---- | ----- |
| 1 | Doherty / Mayer        | 6      | 3           | 0           | 138        | 113        | 1,221      | 6    | 1    | 6,000 |
| 2 | Kapa / McHugh          | 5      | 2           | 1           | 117        | 108        | 1,083      | 4    | 2    | 2,000 |
| 3 | Watson / O'Dea         | 4      | 1           | 2           | 112        | 123        | 0,911      | 2    | 4    | 0,500 |
| 4 | Sidorenko / Djatsjenko | 3      | 0           | 3           | 120        | 143        | 0,839      | 1    | 6    | 0,167 |

| Datum   |                        | Score |                        | Set 1   | Set 2   | Set 3   |
| ------- | ---------------------- | ----- | ---------------------- | ------- | ------- | ------- |
| 27 juni | Kapa / McHugh          | 2 – 0 | Sidorenko / Djatsjenko | 21 – 18 | 21 – 12 |         |
| 27 juni | Doherty / Mayer        | 2 – 0 | Watson / O'Dea         | 21 – 16 | 21 – 13 |         |
| 28 juni | Kapa / McHugh          | 2 – 0 | Watson / O'Dea         | 21 – 19 | 21 – 17 |         |
| 28 juni | Doherty / Mayer        | 2 – 1 | Sidorenko / Djatsjenko | 21 – 15 | 16 – 21 | 17 – 15 |
| 29 juni | Sidorenko / Djatsjenko | 0 – 2 | Watson / O'Dea         | 24 – 26 | 15 – 21 |         |
| 29 juni | Doherty / Mayer        | 2 – 0 | Kapa / McHugh          | 21 – 14 | 21 – 19 |         |

### Groep C
| # | Ploeg              | Punten | Wedstrijden | Wedstrijden | Spelpunten | Spelpunten | Spelpunten | Sets | Sets | Sets  |
| # | Ploeg              | Punten | W           | V           | W          | V          | Ratio      | W    | V    | Ratio |
| - | ------------------ | ------ | ----------- | ----------- | ---------- | ---------- | ---------- | ---- | ---- | ----- |
| 1 | Alison / Bruno     | 6      | 3           | 0           | 143        | 118        | 1,212      | 6    | 1    | 6,000 |
| 2 | Doppler / Horst    | 4      | 1           | 2           | 124        | 117        | 1,060      | 3    | 4    | 0,750 |
| 3 | Jefferson / Cherif | 4      | 1           | 2           | 143        | 155        | 0,923      | 3    | 5    | 0,600 |
| 4 | Court / Schumann   | 4      | 1           | 2           | 107        | 127        | 0,843      | 2    | 4    | 0,500 |

| Datum   |                    | Score |                    | Set 1   | Set 2   | Set 3   |
| ------- | ------------------ | ----- | ------------------ | ------- | ------- | ------- |
| 27 juni | Alison / Bruno     | 2 – 0 | Court / Schumann   | 21 – 17 | 21 – 18 |         |
| 27 juni | Doppler / Horst    | 1 – 2 | Jefferson / Cherif | 21 – 14 | 15 – 21 | 13 – 15 |
| 28 juni | Doppler / Horst    | 2 – 0 | Court / Schumann   | 21 – 13 | 21 – 12 |         |
| 28 juni | Alison / Bruno     | 2 – 1 | Jefferson / Cherif | 23 – 25 | 21 – 14 | 15 – 11 |
| 29 juni | Jefferson / Cherif | 0 – 2 | Court / Schumann   | 19 – 21 | 24 – 26 |         |
| 29 juni | Alison / Bruno     | 2 – 0 | Doppler / Horst    | 21 – 19 | 21 – 14 |         |

### Groep D
| # | Ploeg                | Punten | Wedstrijden | Wedstrijden | Spelpunten | Spelpunten | Spelpunten | Sets | Sets | Sets  |
| # | Ploeg                | Punten | W           | V           | W          | V          | Ratio      | W    | V    | Ratio |
| - | -------------------- | ------ | ----------- | ----------- | ---------- | ---------- | ---------- | ---- | ---- | ----- |
| 1 | Fijałek / Prudel     | 5      | 2           | 1           | 127        | 91         | 1,396      | 4    | 2    | 2,000 |
| 2 | Fañe / Jackson       | 5      | 2           | 1           | 116        | 91         | 1,275      | 4    | 2    | 2,000 |
| 3 | Binstock / Schachter | 5      | 2           | 1           | 123        | 105        | 1,171      | 4    | 2    | 2,000 |
| 4 | Usama / Ayman        | 3      | 0           | 3           | 47         | 126        | 0,373      | 0    | 6    | 0,000 |

| Datum   |                      | Score |                      | Set 1   | Set 2   | Set 3 |
| ------- | -------------------- | ----- | -------------------- | ------- | ------- | ----- |
| 27 juni | Fijałek / Prudel     | 2 – 0 | Usama / Ayman        | 21 – 2  | 21 – 9  |       |
| 27 juni | Binstock / Schachter | 0 – 2 | Fañe / Jackson       | 17 – 21 | 16 – 21 |       |
| 28 juni | Binstock / Schachter | 2 – 0 | Usama / Ayman        | 21 – 10 | 21 – 10 |       |
| 28 juni | Fijałek / Prudel     | 2 – 0 | Fañe / Jackson       | 21 – 17 | 21 – 15 |       |
| 30 juni | Fañe / Jackson       | 2 – 0 | Usama / Ayman        | 21 – 10 | 21 – 6  |       |
| 30 juni | Fijałek / Prudel     | 0 – 2 | Binstock / Schachter | 25 – 27 | 18 – 21 |       |

### Groep E
| # | Ploeg              | Punten | Wedstrijden | Wedstrijden | Spelpunten | Spelpunten | Spelpunten | Sets | Sets | Sets  |
| # | Ploeg              | Punten | W           | V           | W          | V          | Ratio      | W    | V    | Ratio |
| - | ------------------ | ------ | ----------- | ----------- | ---------- | ---------- | ---------- | ---- | ---- | ----- |
| 1 | Brouwer / Meeuwsen | 6      | 3           | 0           | 127        | 96         | 1,323      | 6    | 0    | MAX   |
| 2 | Nicolai / Lupo     | 5      | 2           | 1           | 122        | 96         | 1,271      | 4    | 2    | 2,000 |
| 3 | Huber / Seidl      | 4      | 1           | 2           | 102        | 110        | 0,927      | 2    | 4    | 0,500 |
| 4 | Salinas / Tobar    | 3      | 0           | 3           | 77         | 126        | 0,611      | 0    | 6    | 0,000 |

| Datum   |                    | Score |                    | Set 1   | Set 2   | Set 3 |
| ------- | ------------------ | ----- | ------------------ | ------- | ------- | ----- |
| 27 juni | Nicolai / Lupo     | 2 – 0 | Salinas / Tobar    | 21 – 14 | 21 – 11 |       |
| 27 juni | Brouwer / Meeuwsen | 2 – 0 | Huber / Seidl      | 21 – 16 | 21 – 16 |       |
| 28 juni | Nicolai / Lipo     | 2 – 0 | Huber / Seidl      | 21 – 14 | 21 – 14 |       |
| 28 juni | Brouwer / Meeuwsen | 2 – 0 | Salinas / Tobar    | 21 – 12 | 21 – 14 |       |
| 29 juni | Huber / Seidl      | 2 – 0 | Salinas / Tobar    | 21 – 11 | 21 – 15 |       |
| 29 juni | Nicolai / Lipo     | 0 – 2 | Brouwer / Meeuwsen | 20 – 22 | 18 – 21 |       |

### Groep F
| # | Ploeg                      | Punten | Wedstrijden | Wedstrijden | Spelpunten | Spelpunten | Spelpunten | Sets | Sets | Sets  |
| # | Ploeg                      | Punten | W           | V           | W          | V          | Ratio      | W    | V    | Ratio |
| - | -------------------------- | ------ | ----------- | ----------- | ---------- | ---------- | ---------- | ---- | ---- | ----- |
| 1 | Samoilovs / Pļaviņš        | 6      | 3           | 0           | 144        | 125        | 1,152      | 6    | 1    | 6,000 |
| 2 | van Dorsten / van de Velde | 5      | 2           | 1           | 148        | 155        | 0,955      | 4    | 4    | 1,000 |
| 3 | Grimalt / Grimalt          | 4      | 1           | 2           | 158        | 161        | 0,981      | 4    | 5    | 0,800 |
| 4 | Kosjkarjov / Barsoek       | 3      | 0           | 3           | 152        | 161        | 0,944      | 2    | 6    | 0,333 |

| Datum   |                            | Score |                            | Set 1   | Set 2   | Set 3   |
| ------- | -------------------------- | ----- | -------------------------- | ------- | ------- | ------- |
| 27 juni | Grimalt / Grimalt          | 1 – 2 | van Dorsten / van de Velde | 21 – 16 | 19 – 21 | 13 – 15 |
| 27 juni | Samoilovs / Pļaviņš        | 2 – 0 | Kosjkarjov / Barsoek       | 21 – 18 | 24 – 22 |         |
| 28 juni | Samoilovs / Pļaviņš        | 2 – 0 | van Dorsten / van de Velde | 21 – 17 | 23 – 21 |         |
| 28 juni | Grimalt / Grimalt          | 2 – 1 | Kosjkarjov / Barsoek       | 24 – 22 | 19 – 21 | 15 – 11 |
| 30 juni | Samoilovs / Pļaviņš        | 2 – 1 | Grimalt / Grimalt          | 19 – 21 | 21 – 19 | 15 – 7  |
| 30 juni | van Dorsten / van de Velde | 2 – 1 | Kosjkarjov / Barsoek       | 17 – 21 | 22 – 20 | 19 – 17 |

### Groep G
| # | Ploeg                    | Punten | Wedstrijden | Wedstrijden | Spelpunten | Spelpunten | Spelpunten | Sets | Sets | Sets  |
| # | Ploeg                    | Punten | W           | V           | W          | V          | Ratio      | W    | V    | Ratio |
| - | ------------------------ | ------ | ----------- | ----------- | ---------- | ---------- | ---------- | ---- | ---- | ----- |
| 1 | Emanuel / Ricardo        | 6      | 3           | 0           | 143        | 116        | 1,233      | 6    | 1    | 6,000 |
| 2 | Herrera / Gavira         | 5      | 2           | 1           | 124        | 103        | 1,204      | 4    | 2    | 2,000 |
| 3 | Stojanovski / Jarzoetkin | 4      | 1           | 2           | 126        | 125        | 1,008      | 3    | 4    | 0,750 |
| 4 | Ajanako / Scott          | 3      | 0           | 3           | 77         | 126        | 0,611      | 0    | 6    | 0,000 |

| Datum   |                          | Score |                          | Set 1   | Set 2   | Set 3   |
| ------- | ------------------------ | ----- | ------------------------ | ------- | ------- | ------- |
| 27 juni | Herrera / Gavira         | 2 – 0 | Stojanovski / Jarzoetkin | 21 – 15 | 21 – 19 |         |
| 27 juni | Emanuel / Ricardo        | 2 – 0 | Ajanako / Scott          | 21 – 10 | 21 – 16 |         |
| 28 juni | Herrera / Gavira         | 2 – 0 | Ajanako / Scott          | 21 – 10 | 21 – 14 |         |
| 28 juni | Emanuel / Ricardo        | 2 – 1 | Stojanovski / Jarzoetkin | 17 – 21 | 21 – 13 | 18 – 16 |
| 30 juni | Stojanovski / Jarzoetkin | 2 – 0 | Ajanako / Scott          | 21 – 11 | 21 – 16 |         |
| 30 juni | Emanuel / Ricardo        | 2 – 0 | Herrera / Gavira         | 24 – 22 | 21 – 18 |         |

### Groep H
| # | Ploeg                  | Punten | Wedstrijden | Wedstrijden | Spelpunten | Spelpunten | Spelpunten | Sets | Sets | Sets  |
| # | Ploeg                  | Punten | W           | V           | W          | V          | Ratio      | W    | V    | Ratio |
| - | ---------------------- | ------ | ----------- | ----------- | ---------- | ---------- | ---------- | ---- | ---- | ----- |
| 1 | Erdmann / Matysik      | 6      | 3           | 0           | 145        | 114        | 1,272      | 6    | 1    | 6,000 |
| 2 | Saxton / Schalk        | 5      | 2           | 1           | 117        | 92         | 1,272      | 4    | 2    | 2,000 |
| 3 | Krou / Rowlandson      | 4      | 1           | 2           | 125        | 137        | 0,912      | 3    | 4    | 0,750 |
| 4 | Goldschmidt / Williams | 3      | 0           | 3           | 82         | 126        | 0,651      | 0    | 6    | 0,000 |

| Datum   |                   | Score |                        | Set 1   | Set 2   | Set 3   |
| ------- | ----------------- | ----- | ---------------------- | ------- | ------- | ------- |
| 28 juni | Erdmann / Matysik | 2 – 0 | Goldschmidt / Williams | 21 – 13 | 21 – 13 |         |
| 28 juni | Saxton / Schalk   | 2 – 0 | Krou / Rowlandson      | 21 – 14 | 21 – 14 |         |
| 29 juni | Erdmann / Matysik | 2 – 1 | Krou / Rowlandson      | 24 – 26 | 21 – 15 | 16 – 14 |
| 29 juni | Saxton / Schalk   | 2 – 0 | Goldschmidt / Williams | 21 – 10 | 21 – 12 |         |
| 30 juni | Krou / Rowlandson | 2 – 0 | Goldschmidt / Williams | 21 – 18 | 21 – 16 |         |
| 30 juni | Erdmann / Matysik | 2 – 0 | Saxton / Schalk        | 21 – 19 | 21 – 14 |         |

### Groep I
| # | Ploeg                       | Punten | Wedstrijden | Wedstrijden | Spelpunten | Spelpunten | Spelpunten | Sets | Sets | Sets  |
| # | Ploeg                       | Punten | W           | V           | W          | V          | Ratio      | W    | V    | Ratio |
| - | --------------------------- | ------ | ----------- | ----------- | ---------- | ---------- | ---------- | ---- | ---- | ----- |
| 1 | Hyden / Bourne              | 6      | 3           | 0           | 131        | 93         | 1,409      | 6    | 0    | MAX   |
| 2 | Gabathuler / Gerson         | 5      | 2           | 1           | 111        | 101        | 1,099      | 4    | 2    | 2,000 |
| 3 | Spijkers / Oude Elferink    | 4      | 1           | 2           | 108        | 137        | 0,788      | 2    | 5    | 0,400 |
| 4 | Rodríguez-Bertrán / Haddock | 3      | 0           | 3           | 122        | 141        | 0,865      | 1    | 6    | 0,167 |

| Datum   |                             | Score |                             | Set 1   | Set 2   | Set 3   |
| ------- | --------------------------- | ----- | --------------------------- | ------- | ------- | ------- |
| 27 juni | Hyden / Bourne              | 2 – 0 | Spijkers / Oude Elferink    | 21 – 9  | 21 – 14 |         |
| 27 juni | Gabathuler / Gerson         | 2 – 0 | Rodríguez-Bertrán / Haddock | 21 – 15 | 21 – 11 |         |
| 28 juni | Gabathuler / Gerson         | 2 – 0 | Spijkers / Oude Elferink    | 21 – 16 | 21 – 17 |         |
| 28 juni | Hyden / Bourne              | 2 – 0 | Rodríguez-Bertrán / Haddock | 26 – 24 | 21 – 19 |         |
| 29 juni | Hyden / Bourne              | 2 – 0 | Gabathuler / Gerson         | 21 – 15 | 21 – 12 |         |
| 29 juni | Rodríguez-Bertrán / Haddock | 1 – 2 | Spijkers / Oude Elferink    | 19 – 21 | 21 – 16 | 13 – 15 |

### Groep J
| # | Ploeg                  | Punten | Wedstrijden | Wedstrijden | Spelpunten | Spelpunten | Spelpunten | Sets | Sets | Sets  |
| # | Ploeg                  | Punten | W           | V           | W          | V          | Ratio      | W    | V    | Ratio |
| - | ---------------------- | ------ | ----------- | ----------- | ---------- | ---------- | ---------- | ---- | ---- | ----- |
| 1 | Lucena / Brunner       | 6      | 3           | 0           | 128        | 87         | 1,471      | 6    | 0    | MAX   |
| 2 | Semjonov / Krasilnikov | 5      | 2           | 1           | 118        | 101        | 1,168      | 4    | 2    | 2,000 |
| 3 | Keemink / Vismans      | 4      | 1           | 2           | 109        | 135        | 0,807      | 2    | 5    | 0,400 |
| 4 | Jakovlev / Koelesjov   | 3      | 0           | 3           | 106        | 138        | 0,768      | 0    | 2    | 0,000 |

| Datum   |                        | Score |                      | Set 1   | Set 2   | Set 3   |
| ------- | ---------------------- | ----- | -------------------- | ------- | ------- | ------- |
| 27 juni | Lucena / Brunner       | 2 – 0 | Jakovlev / Koelesjov | 21 – 10 | 21 – 14 |         |
| 27 juni | Semjonov / Krasilnikov | 2 – 0 | Keemink / Vismans    | 21 – 12 | 21 – 14 |         |
| 29 juni | Semjonov / Krasilnikov | 2 – 0 | Jakovlev / Koelesjov | 21 – 17 | 21 – 14 |         |
| 29 juni | Lucena / Brunner       | 2 – 0 | Keemink / Vismans    | 21 – 16 | 21 – 13 |         |
| 30 juni | Semjonov / Krasilnikov | 0 – 2 | Lucena / Brunner     | 21 – 23 | 13 – 21 |         |
| 30 juni | Jakovlev / Koelesjov   | 1 – 2 | Keemink / Vismans    | 16 – 21 | 21 – 17 | 14 – 16 |

### Groep K
| # | Ploeg            | Punten | Wedstrijden | Wedstrijden | Spelpunten | Spelpunten | Spelpunten | Sets | Sets | Sets  |
| # | Ploeg            | Punten | W           | V           | W          | V          | Ratio      | W    | V    | Ratio |
| - | ---------------- | ------ | ----------- | ----------- | ---------- | ---------- | ---------- | ---- | ---- | ----- |
| 1 | Gibb / Patterson | 6      | 3           | 0           | 163        | 139        | 1,173      | 6    | 2    | 3,000 |
| 2 | Marco / García   | 5      | 2           | 1           | 155        | 151        | 1,026      | 5    | 4    | 1,250 |
| 3 | Filho / Felipe   | 4      | 1           | 2           | 131        | 139        | 0,942      | 4    | 4    | 1,000 |
| 4 | Bianchi / Azaad  | 3      | 0           | 3           | 129        | 149        | 0,866      | 2    | 6    | 0,333 |

| Datum   |                  | Score |                  | Set 1   | Set 2   | Set 3   |
| ------- | ---------------- | ----- | ---------------- | ------- | ------- | ------- |
| 27 juni | Gibb / Patterson | 2 – 1 | Marco / García   | 18 – 21 | 22 – 20 | 15 – 10 |
| 27 juni | Filho / Felipe   | 2 – 0 | Bianchi / Azaad  | 21 – 16 | 21 – 18 |         |
| 29 juni | Gibb / Patterson | 2 – 1 | Bianchi / Azaad  | 19 – 21 | 21 – 15 | 15 – 9  |
| 29 juni | Filho / Felipe   | 1 – 2 | Marco / García   | 13 – 21 | 21 – 16 | 13 – 15 |
| 30 juni | Marco / García   | 2 – 1 | Bianchi / Azaad  | 16 – 21 | 21 – 19 | 15 – 10 |
| 30 juni | Filho / Felipe   | 1 – 2 | Gibb / Patterson | 12 – 21 | 21 – 17 | 10 – 15 |

### Groep L
| # | Ploeg                    | Punten | Wedstrijden | Wedstrijden | Spelpunten | Spelpunten | Spelpunten | Sets | Sets | Sets  |
| # | Ploeg                    | Punten | W           | V           | W          | V          | Ratio      | W    | V    | Ratio |
| - | ------------------------ | ------ | ----------- | ----------- | ---------- | ---------- | ---------- | ---- | ---- | ----- |
| 1 | Virgen / Ontiveros       | 6      | 3           | 0           | 126        | 94         | 1,340      | 6    | 0    | MAX   |
| 2 | Walkenhorst / Windscheif | 5      | 2           | 1           | 125        | 132        | 0,947      | 4    | 3    | 1,333 |
| 3 | Pedro / Evandro          | 4      | 1           | 2           | 122        | 108        | 1,130      | 3    | 4    | 0,750 |
| 4 | Naceur / Belhaj          | 3      | 0           | 3           | 88         | 127        | 0,693      | 0    | 6    | 0,000 |

| Datum   |                          | Score |                          | Set 1   | Set 2   | Set 3   |
| ------- | ------------------------ | ----- | ------------------------ | ------- | ------- | ------- |
| 27 juni | Walkenhorst / Windscheif | 0 – 2 | Virgen / Ontiveros       | 19 – 21 | 17 – 21 |         |
| 27 juni | Pedro / Evandro          | 2 – 0 | Naceur / Belhaj          | 21 – 11 | 21 – 9  |         |
| 29 juni | Walkenhorst / Windscheif | 2 – 0 | Naceur / Belhaj          | 22 – 20 | 21 – 19 |         |
| 29 juni | Pedro / Evandro          | 0 – 2 | Virgen / Ontiveros       | 18 – 21 | 11 – 21 |         |
| 30 juni | Virgen / Ontiveros       | 2 – 0 | Naceur / Belhaj          | 21 – 13 | 21 – 16 |         |
| 30 juni | Pedro / Evandro          | 1 – 2 | Walkenhorst / Windscheif | 21 – 10 | 18 – 21 | 12 – 15 |

## Knock-outfase

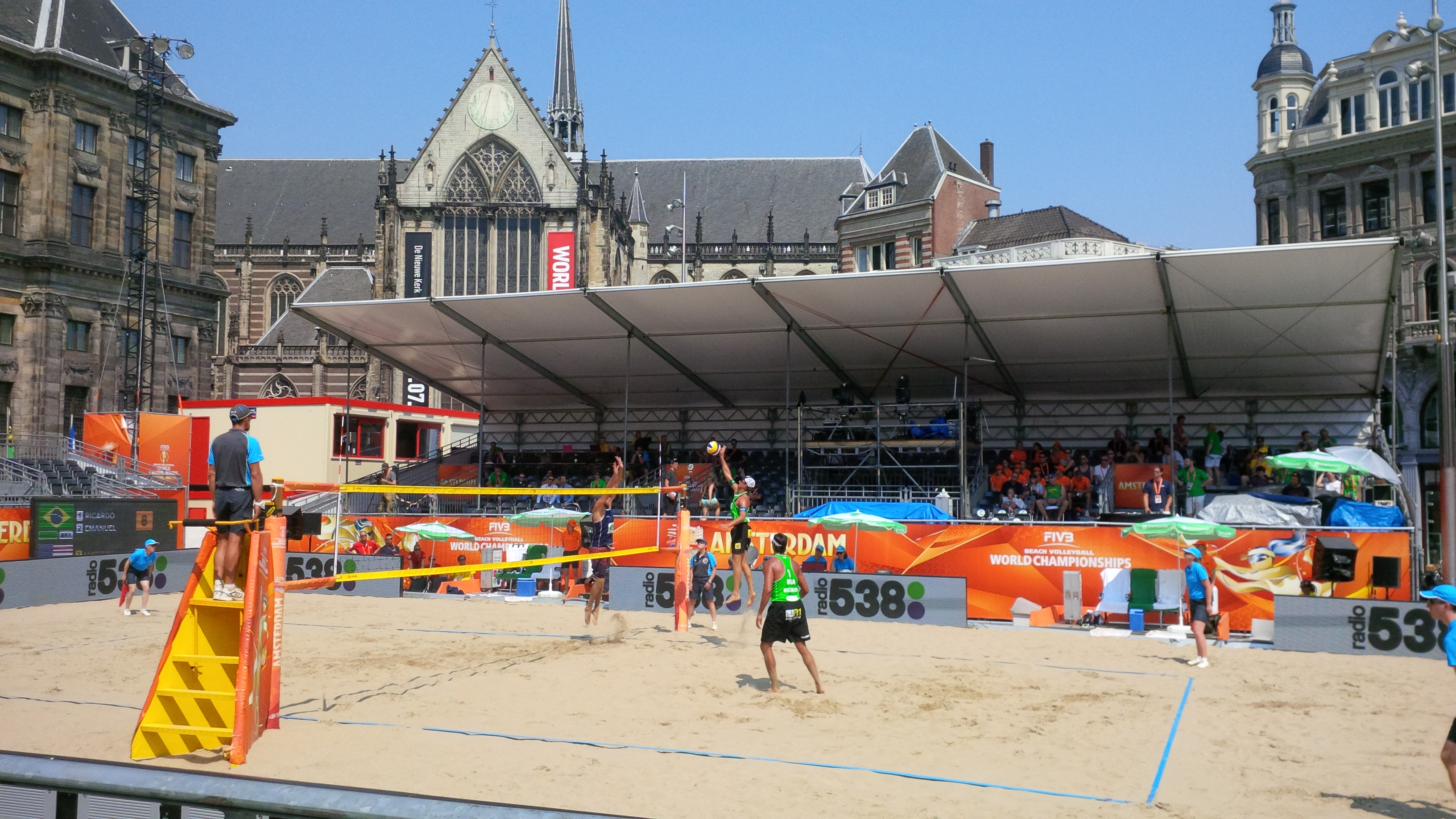
Achtste finale: Lucena en Brunner tegen Emanuel en Ricardo op de Dam in Amsterdam.

### Finales
| Finale |                        |    |    |    |
|        |                        |    |    |    |
| 1      | Nummerdor / Varenhorst | 21 | 14 | 20 |
| 3      | Alison / Bruno         | 12 | 21 | 22 |

| Kleine finale |                  |    |    |  |
|               |                  |    |    |  |
| 12            | Pedro / Evandro  | 22 | 21 |  |
| 15            | Lucena / Brunner | 20 | 13 |  |

### Bovenste helft
| Zestiende finale | Zestiende finale           | Zestiende finale | Zestiende finale | Zestiende finale |  |  | Achtste finale         | Achtste finale         | Achtste finale | Achtste finale | Achtste finale |  |  | Kwartfinale | Kwartfinale            | Kwartfinale | Kwartfinale | Kwartfinale |  |  | Halve finale | Halve finale           | Halve finale | Halve finale | Halve finale |
|                  |                            |                  |                  |                  |  |  |                        |                        |                |                |                |  |  |             |                        |             |             |             |  |  |              |                        |              |              |              |
|                  | Nummerdor / Varenhorst     | 21               | 21               |                  |  |  |                        |                        |                |                |                |  |  |             |                        |             |             |             |  |  |              |                        |              |              |              |
|                  | Stojanovski / Jarzoetkin   | 19               | 10               |                  |  |  |                        | Nummerdor / Varenhorst | 21             | 22             | 15             |  |  |             |                        |             |             |             |  |  |              |                        |              |              |              |
|                  | Nicolai / Lupo             | 21               | 18               | 14               |  |  | Semjonov / Krasilnikov | 17                     | 24             | 12             |                |  |  |             |                        |             |             |             |  |  |              |                        |              |              |              |
|                  | Semjonov / Krasilnikov     | 17               | 21               | 16               |  |  |                        |                        |                |                |                |  |  |             | Nummerdor / Varenhorst | 23          | 23          |             |  |  |              |                        |              |              |              |
|                  | Hyden / Bourne             | 21               | 21               |                  |  |  |                        |                        |                |                |                |  |  |             | Hyden / Bourne         | 21          | 21          |             |  |  |              |                        |              |              |              |
|                  | Marco / García             | 13               | 18               |                  |  |  |                        | Hyden / Bourne         | 21             | 23             | 15             |  |  |             |                        |             |             |             |  |  |              |                        |              |              |              |
|                  | Erdmann / Matysik          | 21               | 21               |                  |  |  | Erdmann / Matysik      | 19                     | 25             | 9              |                |  |  |             |                        |             |             |             |  |  |              |                        |              |              |              |
|                  | Grimalt / Grimalt          | 17               | 15               |                  |  |  |                        |                        |                |                |                |  |  |             |                        |             |             |             |  |  |              | Nummerdor / Varenhorst | 21           | 21           | 15           |
|                  | Brouwer / Meeuwsen         | 19               | 23               |                  |  |  |                        |                        |                |                |                |  |  |             |                        |             |             |             |  |  |              | Pedro / Evandro        | 18           | 23           | 12           |
|                  | Filho / Felipe             | 21               | 25               |                  |  |  |                        | Filho / Felipe         | 21             | 19             | 20             |  |  |             |                        |             |             |             |  |  |              |                        |              |              |              |
|                  | Virgen / Ontiveros         | 21               | 24               |                  |  |  | Virgen / Ontiveros     | 19                     | 21             | 18             |                |  |  |             |                        |             |             |             |  |  |              |                        |              |              |              |
|                  | van Dorsten / van de Velde | 19               | 22               |                  |  |  |                        |                        |                |                |                |  |  |             | Filho / Felipe         | 14          | 21          | 8           |  |  |              |                        |              |              |              |
|                  | Herrera / Gavira           | 19               | 20               |                  |  |  |                        |                        |                |                |                |  |  |             | Pedro / Evandro        | 21          | 14          | 15          |  |  |              |                        |              |              |              |
|                  | Sergio / Nivaldo           | 21               | 22               |                  |  |  |                        | Sergio / Nivaldo       | 19             | 21             | 11             |  |  |             |                        |             |             |             |  |  |              |                        |              |              |              |
|                  | Pedro / Evandro            | 21               | 21               | 15               |  |  | Pedro / Evandro        | 21                     | 19             | 15             |                |  |  |             |                        |             |             |             |  |  |              |                        |              |              |              |
|                  | Fijałek / Prudel           | 15               | 23               | 13               |  |  |                        |                        |                |                |                |  |  |             |                        |             |             |             |  |  |              |                        |              |              |              |

### Onderste helft
| Zestiende finale | Zestiende finale         | Zestiende finale | Zestiende finale | Zestiende finale |  |  | Achtste finale       | Achtste finale      | Achtste finale | Achtste finale | Achtste finale |  |  | Kwartfinale | Kwartfinale        | Kwartfinale | Kwartfinale | Kwartfinale |  |  | Halve finale | Halve finale     | Halve finale | Halve finale | Halve finale |
|                  |                          |                  |                  |                  |  |  |                      |                     |                |                |                |  |  |             |                    |             |             |             |  |  |              |                  |              |              |              |
|                  | Alison / Bruno           | 21               | 21               |                  |  |  |                      |                     |                |                |                |  |  |             |                    |             |             |             |  |  |              |                  |              |              |              |
|                  | Krou / Rowlandson        | 14               | 17               |                  |  |  |                      | Alison / Bruno      | 21             | 21             |                |  |  |             |                    |             |             |             |  |  |              |                  |              |              |              |
|                  | Fañe / Jackson           | 12               | 15               |                  |  |  | Kapa / McHugh        | 15                  | 17             |                |                |  |  |             |                    |             |             |             |  |  |              |                  |              |              |              |
|                  | Kapa / McHugh            | 21               | 21               |                  |  |  |                      |                     |                |                |                |  |  |             | Alison / Bruno     | 21          | 21          |             |  |  |              |                  |              |              |              |
|                  | Gibb / Patterson         | 21               | 22               |                  |  |  |                      |                     |                |                |                |  |  |             | Gibb / Patterson   | 12          | 17          |             |  |  |              |                  |              |              |              |
|                  | Doppler / Horst          | 16               | 20               |                  |  |  |                      | Gibb / Patterson    | 21             | 21             |                |  |  |             |                    |             |             |             |  |  |              |                  |              |              |              |
|                  | Samoilovs / Pļaviņš      | 21               | 16               | 17               |  |  | Binstock / Schachter | 13                  | 14             |                |                |  |  |             |                    |             |             |             |  |  |              |                  |              |              |              |
|                  | Binstock / Schachter     | 14               | 21               | 19               |  |  |                      |                     |                |                |                |  |  |             |                    |             |             |             |  |  |              | Alison / Bruno   | 21           | 21           |              |
|                  | Emanuel / Ricardo        | 21               | 23               |                  |  |  |                      |                     |                |                |                |  |  |             |                    |             |             |             |  |  |              | Lucena / Brunner | 17           | 15           |              |
|                  | Kądzioła / Szałankiewicz | 13               | 21               |                  |  |  |                      | Emanuel / Ricardo   | 21             | 18             | 11             |  |  |             |                    |             |             |             |  |  |              |                  |              |              |              |
|                  | Lucena / Brunner         | 21               | 21               |                  |  |  | Lucena / Brunner     | 18                  | 21             | 15             |                |  |  |             |                    |             |             |             |  |  |              |                  |              |              |              |
|                  | Walkenhorst / Windscheif | 18               | 15               |                  |  |  |                      |                     |                |                |                |  |  |             | Lucena / Brunner   | 21          | 21          |             |  |  |              |                  |              |              |              |
|                  | Saxton / Schalk          | 17               | 21               | 12               |  |  |                      |                     |                |                |                |  |  |             | Jefferson / Cherif | 19          | 19          |             |  |  |              |                  |              |              |              |
|                  | Gabathuler / Gerson      | 21               | 16               | 15               |  |  |                      | Gabathuler / Gerson | 15             | 13             |                |  |  |             |                    |             |             |             |  |  |              |                  |              |              |              |
|                  | Jefferson / Cherif       | 21               | 21               |                  |  |  | Jefferson / Cherif   | 21                  | 21             |                |                |  |  |             |                    |             |             |             |  |  |              |                  |              |              |              |
|                  | Doherty / Mayer          | 18               | 14               |                  |  |  |                      |                     |                |                |                |  |  |             |                    |             |             |             |  |  |              |                  |              |              |              |

1997 ·
1999 ·
2001 ·
2003 ·
2005 ·
2007 ·
2009 ·
2011 ·
2013 ·
2015 ·
2017 ·
2019 ·
2022 ·
2023